# Caryńskie
Caryńskie est une localité polonaise de la gmina de Lutowiska, située dans le powiat des Bieszczady en voïvodie des Basses-Carpates. Elle se trouve à environ 22 kilomètres au sud d'Ustrzyki Dolne et 101 kilomètres au sud-est de la capitale régionale Rzeszów.

## Géographie

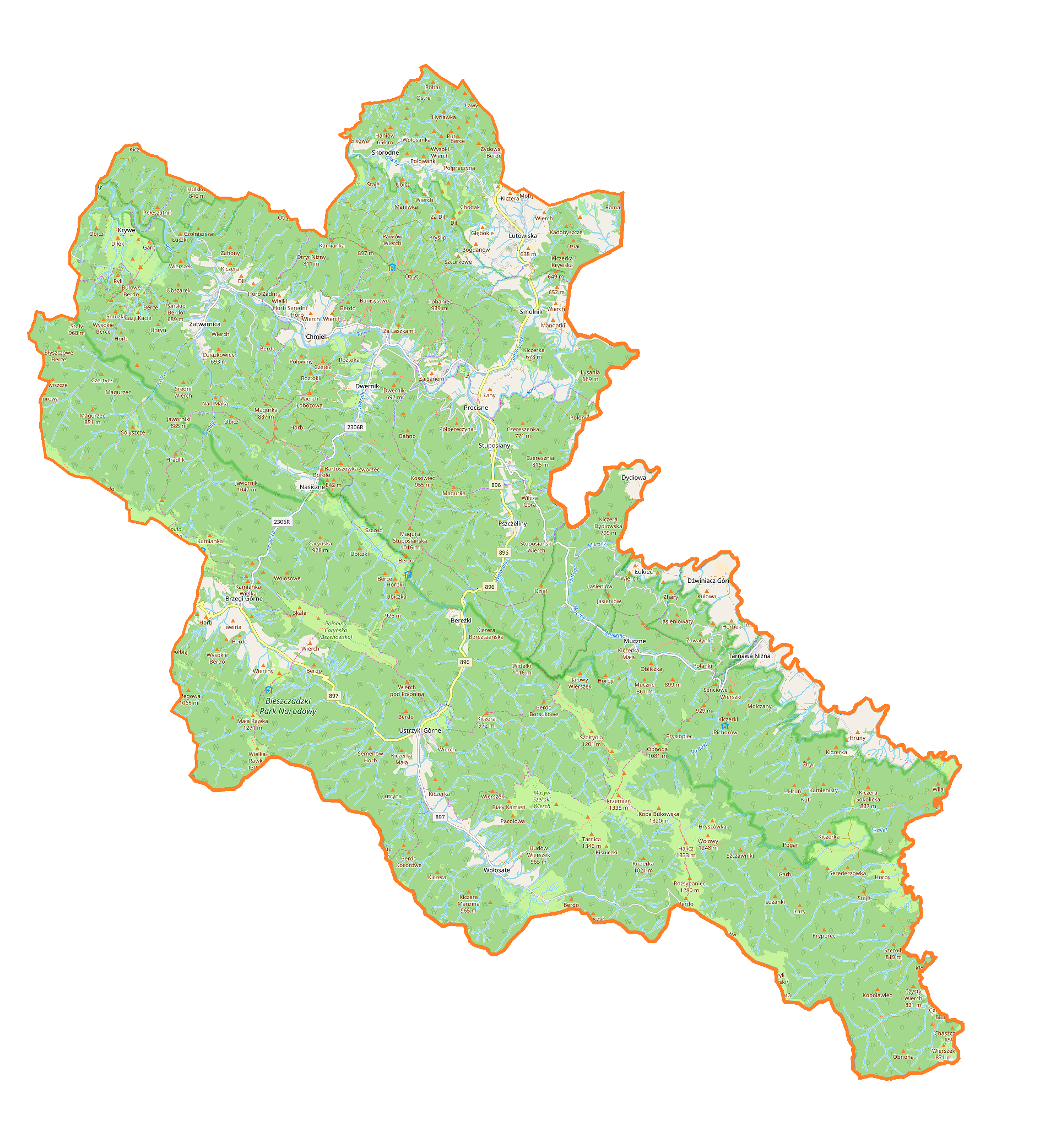
Carte de la gmina de Lutowiska.